# Sony Ericsson W810i
W810 (findes i versionerne W810i og W810c) er en kameramobil produceret af Sony Ericsson. Telefonen er en del af Walkman-serien og er efterfølger til W800i og forgænger til W880i.
W810i har blandt andet følgene specifikationer:
- 2.0 Mega pixels kamera, med autofokus.
- Bluetooth
- Infrarød
- Memory Stick Pro Duo (op til 4 GB) 20 MB Memory
- Telefonen supporter MP3, AMR, MIDI, IMY, EMY, WAV
- Streaming af video og lyd
- Blitz / eller brug af lommelygte
- GPRS internet forbindelse
- E-mail almindelig e-mail
- Stemme meddelelse (sende en sms bare med stemme)